# Sōmu-chō
Die Sōmu-chō (japanisch 総務庁, „Behörde für allgemeine Angelegenheiten“, englisch zuletzt „Management and Coordination Agency“) war eine Behörde der japanischen Zentralregierung mit Kabinettsrang. Sie entstand 1984 und vereinigte die bisherige „Behörde für Verwaltungsaufsicht“ (gyōsei-kanri-chō) mit großen Teilen des Ministerpräsidalamts (sōri-fu). Bei der Restrukturierung der Zentralregierung 2001 (siehe auch umgebildetes zweites Kabinett Mori) wurde die Behörde für allgemeine Angelegenheiten mit dem Postministerium und dem Selbstverwaltungsministerium zum Ministerium für allgemeine Angelegenheiten (sōmu-shō) zusammengelegt, dem auslandsenglischen „Ministerium für Innere Angelegenheiten und Kommunikation“.